# Filip z Kleve

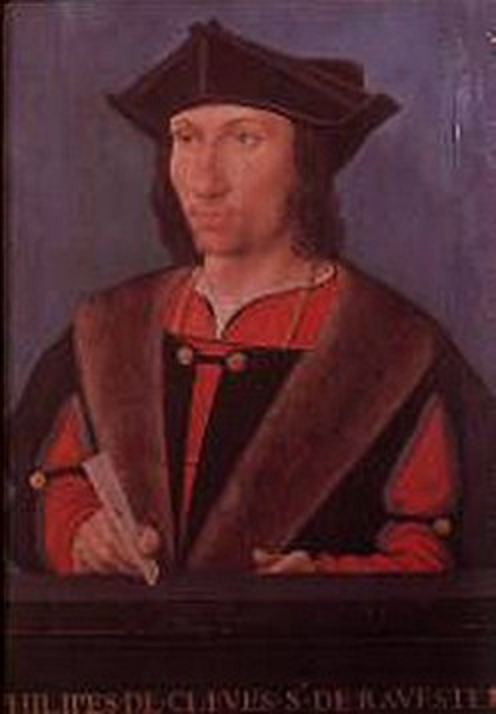
Filip z Kleve, ok. 1480

Filip z Kleve (ur. 1456 zapewne w Brukseli lub Le Quesnoy, zm. 28 stycznia 1528 w Wijnendale) – pan Ravensteinu i Wijnendale z rodu książąt Kleve, dowódca wojskowy w służbie burgundzkiej, potem przywódca powstania przeciwko Maksymilianowi Habsburgowi w Niderlandach, następnie dowódca wojskowy w służbie francuskiej; mecenas sztuki.

## Życiorys
Filip był jedynym synem Adolfa z Kleve oraz Beatrycze, córki regenta Portugalii Piotra, księcia Coimbry. Wychowany został na dworze książąt Burgundii, Filipa Dobrego i Karola Zuchwałego, których bliskim współpracownikiem i krewnym był jego ojciec. Po śmierci Karola Zuchwałego na początku 1477 ojciec Filipa próbował doprowadzić do jego ślubu z jedyną córką i dziedziczką Karola, Marią, jednak ostatecznie wybrany został Maksymilian Habsburg, który dysponował siłą mogącą zapewnić przetrwanie księstwa burgundzkiego.
Mimo to już w 1478 Filip był dowódcą w armii burgundzkiej podczas wojny z królem Francji Ludwikiem XI i uczestniczył w bojach o Valenciennes, którego był gubernatorem. W kolejnych latach nadal pozostawał w armii książąt Burgundii, m.in. stanął na czele wojsk skierowanych przeciwko zbuntowanemu miastu Liège, które zdobył w 1483. Walczył także przeciwko mieszczanom Brugii, którzy wzięli do niewoli Maksymiliana Habsburga.
Po uwolnieniu Maksymiliana doszło jednak do rozłamu między nim a Filipem: Filip na mocy pokoju zawartego z mieszczanami Brugii i Gandawy został strażnikiem pokoju i w sporach pomiędzy Maksymilianem a miastami o wykonanie jego warunków, poparł mieszczan. Stojąc po stronie flandryjskich miast Filip z pomocą francuską zajął m.in. Brukselę i prowadził działania wojenne przeciwko Maksymilianowi. Dopiero po zawarciu pokoju między Maksymilianem i królem Francji Filip musiał ustąpić z tego miasta. W 1492 poddał się Maksymilianowi w Sluys.
Filip wyjechał wówczas do Francji. Wstąpił na służbę króla Ludwika XII i uczestniczył w jego wojnach w Italii. W tym okresie został m.in. wicekrólem Genui, a następnie dowódcą floty francuskiej, która uczestniczyła w nieudanym ataku na greckie wyspy należące do Imperium Osmańskiego. 
Po porzuceniu rzemiosła żołnierskiego i powrocie w 1506 do swych dóbr w Niderlandach (m.in. po śmierci ojca odziedziczył dobra Ravenstein i Wijnendale) napisał pracę na temat prowadzenia wojny. Zgromadził bogatą kolekcję sztuki i ksiąg. 
Był żonaty od 1485 z Franciszką z Luksemburga (zmarłą w 1523), córką hrabiego St. Pol Piotra II. Małżeństwo to było bezdzietne i po śmierci Filipa jego fortuna przypadła jego krewnemu Wilhelmowi, przyszłemu księciu Kleve, Jülich i Bergu (na dworze jego rodziców wychowywała się nieślubna córka Filipa, Małgorzata).